# Václav Patejdl
Vašo Patejdl, właśc. Václav Patejdl (ur. 10 października 1954 w Karlowych Warach, zm. 19 sierpnia 2023) – słowacki muzyk, piosenkarz i kompozytor. Był jednym z założycieli zespołu Elán.

## Wybrana twórczość
Musicale
- Jozef a jeho zázračný farebný plášť (Praga 1994)
- Grand Pierrot (Praga 1995)
- Adam Šangala (Praga 2003)
- Jack Rozparovač (Praga 2006)

We współpracy
- 1986: Voľné miesto v srdci
- 1987: Ateliér duše
- 1987: EP Slávnosť úprimných slov
- 1993: Zostaň
- 1997: Good Vibes: Remixes